# Frank Petzold (Spezialeffektkünstler)
Frank Petzold ist ein deutscher Filmtechniker für Visuelle Effekte.

## Karriere
Petzold war bereits in den 1990er Jahren als Kameramann in Wuppertal aktiv, wo er Werbefilme drehte. Danach zog er nach Kalifornien, um dort beim Produktionsunternehmen Tippett Studio zu arbeiten. Dort war er zunächst 1997 an Starship Troopers beteiligt und dann folgend an einigen Kreaturfilmen wie Das Geisterschloss oder Evolution. Nach seiner Arbeit an Der Goldene Kompass von 2007 zog er seiner Familie zuliebe zurück nach Europa. Dort war er an den Blockbustern Hercules von 2014 und Legend of Tarzan von 2016 beteiligt. Sein größter Erfolg war die Arbeit an Im Westen nichts Neues, für den er vielfach ausgezeichnet wurde. So erhielt er eine Oscarnominierung in der Kategorie Beste visuelle Effekte zusammen mit Markus Frank, Kamil Jafar und Viktor Müller.

## Filmografie (Auswahl)
- 1997: Starship Troopers
- 1999: Der Onkel vom Mars
- 1999: Komodo – The Living Terror
- 1999: Das Geisterschloss
- 2000: Hollow Man – Unsichtbare Gefahr
- 2001: Evolution
- 2002: Ring
- 2004: Die Frauen von Stepford (The Stepford Wives)
- 2006: Shaggy Dog – Hör mal, wer da bellt
- 2007: Der Goldene Kompass
- 2014: Hercules
- 2016: Legend of Tarzan
- 2018: The Terror (Fernsehserie, 10 Folgen)
- 2021: Die Schule der magischen Tiere
- 2022: Im Westen nichts Neues

## Auszeichnungen (Auswahl)
- 2019: VES-Award-Nominierung in der Kategorie Herausragende visuelle Effekte in einer Fernsehepisode für The Terror
- 2022: Europäischer Filmpreis in der Kategorie Europäische Visuelle Effekte für Im Westen nichts Neues
- 2023: Deutscher Filmpreis in der Kategorie Beste Visuelle Effekte für Im Westen nichts Neues
- 2023: Primetime Emmy in der Kategorie Herausragende Visuelle Effekte in einer Einzelepisode für Memorial Hospital
- 2023: BAFTA-Nominierung in der Kategorie Beste Visuelle Effekte für Im Westen nichts Neues
- 2023: Oscar-Nominierung in der Kategorie Beste Visuelle Effekte für Im Westen nichts Neues